# Theo Bos (voetballer)
Theo Bos (Nijmegen, 5 oktober 1965 – Elst, 28 februari 2013) was een Nederlands voetballer en trainer. Als voetballer kwam Bos alleen uit voor Vitesse, waar hij in de periode van 1983 tot 1998 onder contract stond.
Als kind woonde hij in de Arnhemse volkswijk Geitenkamp, in de buurt van stadion Nieuw-Monnikenhuize, waar Vitesse in die tijd wedstrijden speelde. In 1979 maakte hij de overstap van amateurclub Sempre Avanti naar de C-jeugd van Vitesse. Als A-junior mocht hij onder trainer Leen Looijen in 1983 voor het eerst invallen in het eerste elftal.
Na zijn spelerscarrière begon hij een carrière als trainer. In die hoedanigheid fungeerde Bos als hoofdtrainer van FC Den Bosch (2005-2009), Vitesse (2009-2010), Polonia Warschau en FC Dordrecht (2011-2012). In verband met zijn ziekte trok hij zich in juli 2012 terug uit de voetballerij, waarna hij op 28 februari 2013 op 47-jarige leeftijd, aan de gevolgen van alvleesklierkanker overleed.
Theo Bos wordt beschouwd als een belangrijk symbool voor zowel Vitesse als van Arnhem. Door zijn rol in het eerste voetbalteam van Vitesse droeg hij sterk bij aan de successen van de club. Hij groeide uit tot wel het grootste boegbeeld van de club. Vanwege zijn jarenlange trouwe dienst voor de club kreeg Bos de bijnaam Mister Vitesse.

## Carrière als speler
Theo Bos werd in het Nijmeegse Radboud geboren als zoon van een 18-jarig katholiek meisje en een al ouder getrouwde speler van MVV Maastricht.
Hij werd snel na zijn geboorte geadopteerd door de familie Bos uit Arnhem. Bos woonde van jongs af aan met zijn adoptieouders in de Arnhemse volkswijk de Geitenkamp. Hij begon met voetballen bij de jeugd van Sv Sempre Avanti en later meldde hij zich ook aan bij boksvereniging Muscular. Voor beide sporten had Bos aanleg, maar de keuze viel op voetbal. Niet in de laatste plaats omdat hij in 1979  de overstap maakte van de amateurclub naar de profclub Vitesse, waar hij in zijn jeugd al fan van was. Bij Sempre Avanti was Bos voornamelijk een spits. Omdat Vitesse al een goede spits in de C1 had en Bos fysiek sterk was, besloot de club hem als voorstopper te gebruiken. Als A-junior maakte hij zijn debuut in het eerste elftal op 17-jarige leeftijd in het seizoen 1983/1984, op 31 augustus 1983 in de met 3-0 gewonnen wedstrijd tegen FC Wageningen. Bos speelde uiteindelijk als verdediger zijn gehele carrière voor Vitesse, in totaal 15 seizoenen. Zijn laatste wedstrijd speelde hij op 25 maart 1998 tegen NAC Breda (4-1 winst). De eerste zes seizoenen speelde Bos met Vitesse in de Eerste divisie, in 1988/1989 werd hij met het team van trainer Bert Jacobs kampioen van de Eerste divisie, en promoveerde Vitesse naar de Eredivisie, waar hij eind jaren 90 de opmars meemaakte van de club. In het eerste jaar 1989/90 werd voor het eerst sinds 1927 de bekerfinale gehaald. Op 25 april 1990 in De Kuip verloor Vitesse met 1-0 van PSV. Tot en met seizoen het 2001/2002 eindigde Vitesse altijd bij de eerste zes en werd er negen maal deelgenomen aan het UEFA-Cup toernooi, waarin Vitesse met Bos memorabele wedstrijden heeft gespeeld tegen onder andere Real Madrid, Derry City, Sporting Lissabon en Parma FC. In totaal speelde Bos 369 competitiewedstrijden voor Vitesse, waarin hij negen keer een doelpunt maakte. Op 25 maart 1998 opende Vitesse haar nieuwe thuisbasis GelreDome en speelt Bos zijn allerlaatste competitiewedstrijd tegen NAC (4-1). Ruim 'n driekwart jaar later op 27 januari 1999 krijgt Bos, samen met Edward Sturing die ook als voetballer afzwaaide, een speciale afscheidswedstrijd tegen Schalke 04.

### Statistieken als speler
| Seizoen         | Club            |                    | Competitie      | Competitie | Competitie | Beker | Beker | Internationaal | Internationaal | Overig | Overig | Totaal | Totaal |
| Seizoen         | Club            | Duels              | Competitie      | Goals      | Duels      | Goals | Duels | Goals          | Duels          | Goals  | Duels  | Goals  |        |
| --------------- | --------------- | ------------------ | --------------- | ---------- | ---------- | ----- | ----- | -------------- | -------------- | ------ | ------ | ------ | ------ |
| 1983/84         | Vitesse         | Vlag van Nederland | Eerste divisie  | 1          | 0          | 1     | 0     | –              | –              | –      | –      | 2      | 0      |
| 1984/85         | Vitesse         | Vlag van Nederland | Eerste divisie  | 12         | 0          | 0     | 0     | –              | –              | –      | –      | 12     | 0      |
| 1985/86         | Vitesse         | Vlag van Nederland | Eerste divisie  | 33         | 1          | 1     | 0     | –              | –              | 5      | 0      | 39     | 1      |
| 1986/87         | Vitesse         | Vlag van Nederland | Eerste divisie  | 34         | 1          | 4     | 0     | –              | –              | –      | –      | 38     | 1      |
| 1987/88         | Vitesse         | Vlag van Nederland | Eerste divisie  | 29         | 0          | 1     | 0     | –              | –              | 6      | 0      | 36     | 0      |
| 1988/89         | Vitesse         | Vlag van Nederland | Eerste divisie  | 27         | 2          | 4     | 0     | –              | –              | –      | –      | 31     | 2      |
| 1989/90         | Vitesse         | Vlag van Nederland | Eredivisie      | 33         | 1          | 6     | 0     | –              | –              | –      | –      | 39     | 1      |
| 1990/91         | Vitesse         | Vlag van Nederland | Eredivisie      | 32         | 1          | 3     | 1     | 6              | 0              | –      | –      | 41     | 2      |
| 1991/92         | Vitesse         | Vlag van Nederland | Eredivisie      | 28         | 0          | 2     | 0     | –              | –              | –      | –      | 30     | 0      |
| 1992/93         | Vitesse         | Vlag van Nederland | Eredivisie      | 34         | 2          | 2     | 0     | 6              | 0              | –      | –      | 42     | 2      |
| 1993/94         | Vitesse         | Vlag van Nederland | Eredivisie      | 30         | 1          | 1     | 1     | 2              | 0              | –      | –      | 33     | 2      |
| 1994/95         | Vitesse         | Vlag van Nederland | Eredivisie      | 29         | 0          | 0     | 0     | 2              | 0              | –      | –      | 31     | 0      |
| 1995/96         | Vitesse         | Vlag van Nederland | Eredivisie      | 22         | 0          | 2     | 0     | –              | –              | –      | –      | 24     | 0      |
| 1996/97         | Vitesse         | Vlag van Nederland | Eredivisie      | 17         | 0          | 5     | 0     | –              | –              | –      | –      | 22     | 0      |
| 1997/98         | Vitesse         | Vlag van Nederland | Eredivisie      | 8          | 0          | 0     | 0     | 1              | 0              | –      | –      | 9      | 0      |
| Carrière totaal | Carrière totaal | Carrière totaal    | Carrière totaal | 369        | 9          | 32    | 2     | 17             | 0              | 11     | 0      | 429    | 11     |

## Erelijst
| Nationaal               |    |         |
| Kampioen Eerste Divisie | 1× | 1988/89 |

## Carrière als trainer

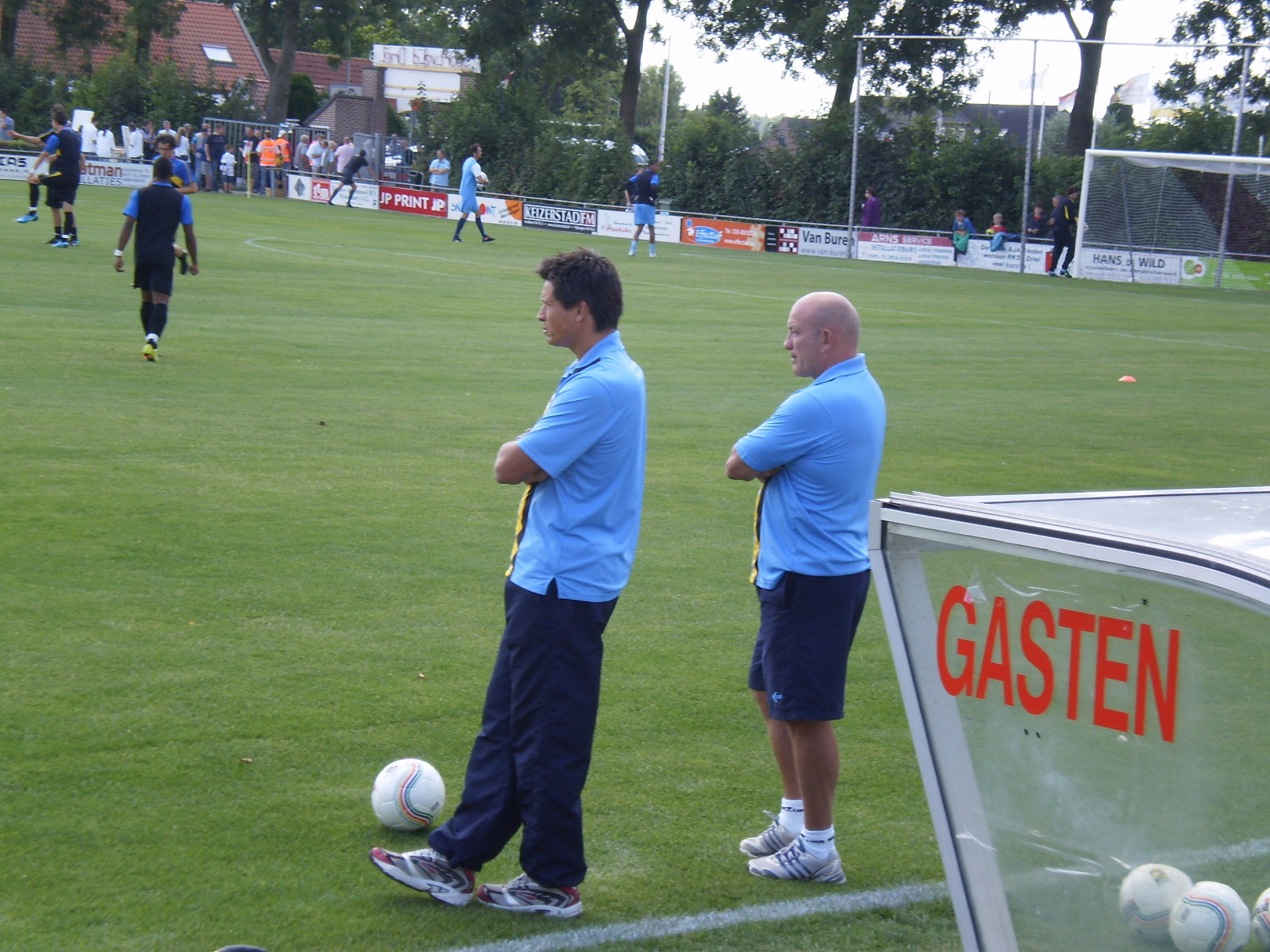
Theo Bos als trainer in dienst bij Vitesse.

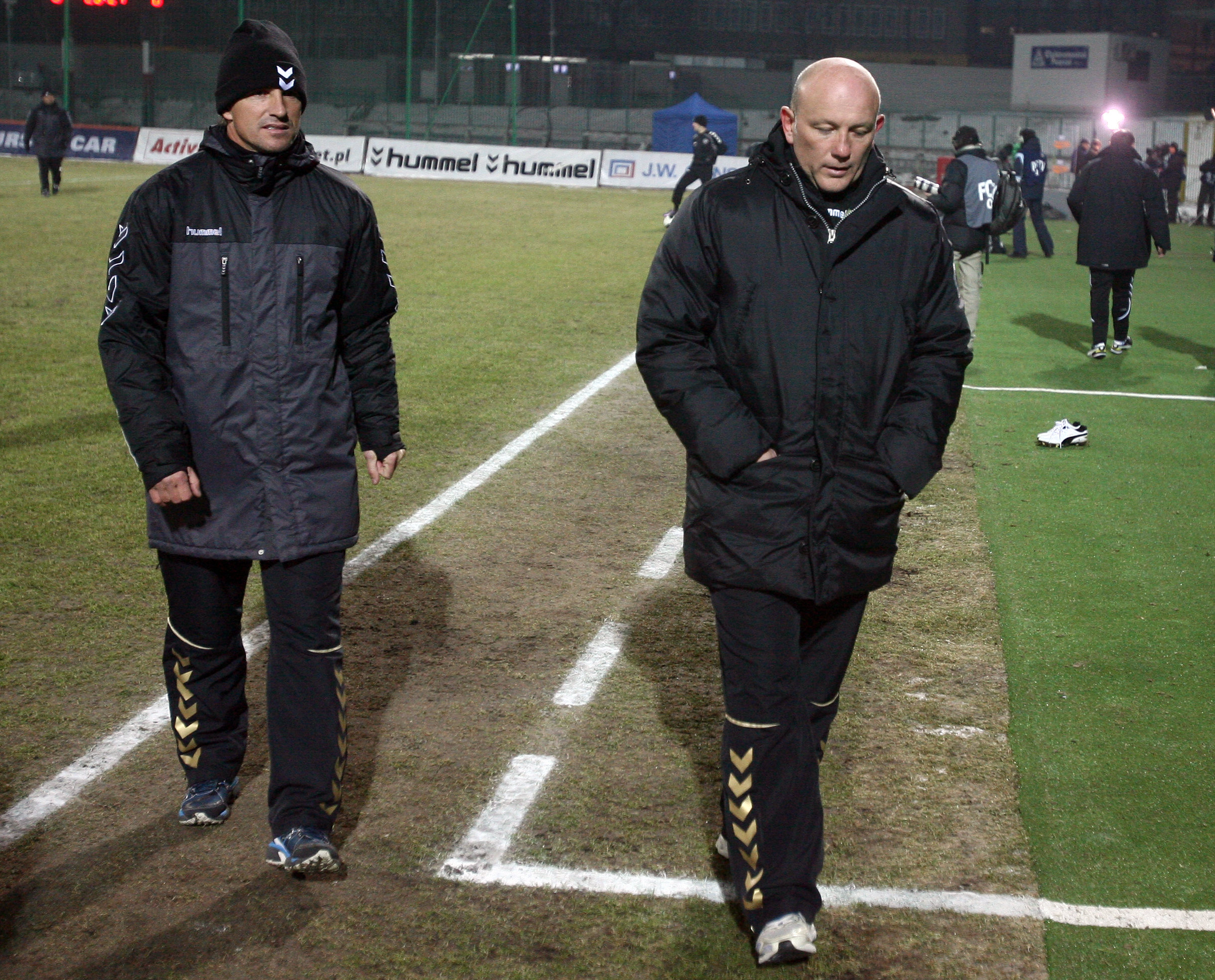
Theo Bos en assistant-trainer Marc van Hintum in dienst bij Polonia Warschau.

Na zijn spelersloopbaan ging Bos als jeugdtrainer aan de slag bij Vitesse, waar hij begon met het trainen van de jeugd: hij had daar zowel de B- als de A-selectie en Jong Vitesse onder zijn hoede. Zo werkte Bos met veel jongens zoals Theo Janssen, Nicky Hofs, Jhon van Beukering en Piet Velthuizen in de jeugd. Met de A1 van Vitesse doorbrak hij in 1998/99 de hegemonie van de Nederlandse topclubs door met dat elftal het landskampioen te behalen. Het seizoen daarop wordt hij assistent-trainer van Vitesse 1, waar Ronald Koeman hoofdcoach van is.
In het seizoen 2002/03 wordt de trainer van Jong Vitesse Mike Snoei, de nieuwe hoofdcoach van het eerste van Vitesse. Bos wordt ook zijn assistent. Het het duo Snoei en Bos haalde weinig succes in de Eredivisie, maar Europees ging het uitstekend. Met als hoogtepunt de gewonnen wedstrijden tegen Werder Bremen. Helaas werd Vitesse in derde ronde uitgeschakeld door Liverpool FC. Edward Sturing volgde Snoei op als hoofdtrainer. De twee clubiconen kregen snel een slechte relatie toen Sturing Jan van Deinsen verkoos als assistent-trainer in plaats van Bos.
Bos moest toen verder als trainer van Jong Vitesse.
In 2005 verliet 'Mister Vitesse', zoals hij genoemd werd, de club uit Arnhem en werd hij met ingang van het seizoen 2005/2006 hoofdtrainer bij FC Den Bosch, dat in de Jupiler League speelde. In zijn eerste seizoen eindigde Bos met FC Den Bosch op de zevende plaats, zijn tweede seizoen werd FC Den Bosch vijfde en haalde het de play-offs, waarin het in de tweede ronde strandde. Zijn derde seizoen bij FC Den Bosch kende een vliegende start: uit de eerste vijf duels haalde FC Den Bosch de maximale vijftien punten, waarmee het beslag legde op de eerste periode-titel en zich verzekerd wist van een plek in de play-offs.
In het seizoen 2008/2009 werd bij Vitesse trainer Hans Westerhof door tegenvallende prestaties ontslagen. Na zijn ontslag op 30 december 2008 werd Bos gezien als een belangrijke kandidaat om Westerhof op te volgen. Naast Bos werden ook de namen John van den Brom en Johan Neeskens genoemd.
Op 3 januari 2009 bevestigde Vitesse officieel dat Bos per direct hoofdtrainer van Vitesse werd. Het absolute hoogtepunt van zijn trainerschap was de 4-1 overwinning op AFC Ajax in februari 2009. Het was de grootste overwinning die Vitesse ooit op de Amsterdammers behaalde. Op 21 oktober 2010 werd hij echter ontslagen als hoofdtrainer van Vitesse vanwege tegenvallende resultaten. Bos genoot in het begin van dit seizoen het vertrouwen van de nieuwe eigenaar Merab Zjordania, maar is een paar weken na de komst van de zakenman toch ontslagen bij zijn geliefde Vitesse.
Op 6 januari 2011 werd op het digitale huis van Polonia Warschau bekendgemaakt dat Bos de nieuwe coach was van de Poolse ploeg. Marc van Hintum zou hem hierbij vergezellen als zijn assistent. Amper twee maanden later werd Bos echter alweer door Polonia op straat gezet, nadat hij niet naar de eis van de clubeigenaar had geluisterd om met een andere opstelling te spelen. De club verloor uiteindelijk de wedstrijd van Zagłębie Lubin. Bos en Van Hintum vernamen hun ontslag via de radio in de spelersbus.
Voor het seizoen 2011/12 vond hij onderdak bij FC Dordrecht dat uitkwam in de Jupiler League, dat hem al snel voor nog een seizoen vast wist te leggen. Vanaf 7 januari 2012 was hij uit de roulatie in verband met de constatering van alvleesklierkanker. Virgil Breetveld heeft de rest van het seizoen de taken van Bos overgenomen. De thuiswedstrijd van FC Dordrecht tegen Telstar op 13 januari 2012 stond geheel in het teken van het nieuws over Theo Bos. Supporters maakten hun steunbetuigingen bekend middels een ballonnenactie en diverse spandoeken. In de 4e minuut, verwijzend naar het rugnummer van Bos bij Vitesse, ging een minuut durende staande ovatie door het stadion. Op 14 juli 2012 werd bekend dat hij opstapte als trainer in verband met zijn ziekte.

## Overlijden
Op 16 december 2012 uitte Bos zich voor de laatste keer landelijk met een openhartig interview bij de NOS, nog positief over zijn vooruitzichten om de ziekte te overwinnen: "Als ik niet wist wat ik weet, zou ik zeggen dat het goed met me gaat. Ik ga keihard knokken, zoals ik als voetballer altijd heb gedaan. Het wordt een heel zware strijd, maar ook dit potje wil ik winnen." Bos probeerde nog zolang het mogelijk was bij de wedstrijden van Vitesse en Dordrecht te zijn, maar op 28 februari 2013 overleed hij aan de gevolgen van alvleesklierkanker.
Op alle velden in de Eredivisie werd dat weekend stilgestaan met een minuut stilte bij het overlijden van Bos. Vitesse speelt dan een thuiswedstrijd tegen FC Utrecht. Voor het begin van het duel legden de spelers van Vitesse bloemen bij een grote afbeelding van Bos, schuin voor de zuid-tribune. In de vierde minuut werd de wedstrijd een minuut stilgelegd door arbiter Bas Nijhuis. Op 7 maart 2013 is in het GelreDome officieel afscheid genomen van Bos. Vrienden en oud-ploeggenoten zoals John van den Brom, Nicky Hofs, Jan Snellenburg, Mike Snoei en Marc van Hintum haalden, afgewisseld met muziek, op het veld hun herinneringen op met toespraken. In het stadion waren behalve de supporters en de selectie, ook de familieleden, vrienden en collega's van Bos aanwezig. Er werd besloten om het rugnummer 4 waarmee hij speelde nooit meer te gebruiken, een initiatief dat met luid applaus door de aanwezigen werd begroet. Hij werd de volgende dag in besloten kring gecremeerd op Moscowa.
Sinds eind 2012 hebben Vitesse en KWF Kankerbestrijding een nauwe samenwerking. Samen met KWF zet Vitesse zich jaarlijks in om geld in te zamelen, specifiek voor wetenschappelijke onderzoek naar alvleesklierkanker. Traditioneel is dit de thuiswedstrijd tegen FC Utrecht. Beide ploegen verloren hun nummer 4. FC Utrecht verloor speler David di Tommaso aan een acute hartstilstand. De shirts van Vitesse worden elk jaar door middel van een veiling verkocht. De opbrengst komt ten goede aan het KWF.
Op 14 maart 2015 werd een borstbeeld van Theo Bos onthuld op het trainingscomplex van Vitesse op Papendal. Supporters van Vitesse hebben dit samen met de club mogelijk gemaakt. Na de onthulling van het borstbeeld speelde de Vitesse Legends en team Theo Bos op het hoofdveld een onderlinge wedstrijd. Prominente Vitessenaren zoals Theo Janssen, Nicky Hofs, Marc van Hintum, John van den Brom, Marco de Marchi, Dejan Curovic, Edward Sturing, Martin Laamers, Huub Loeffen en Mike Snoei kwamen in actie. Leo Beenhakker was coach van team Theo Bos.

### Reacties op zijn overlijden

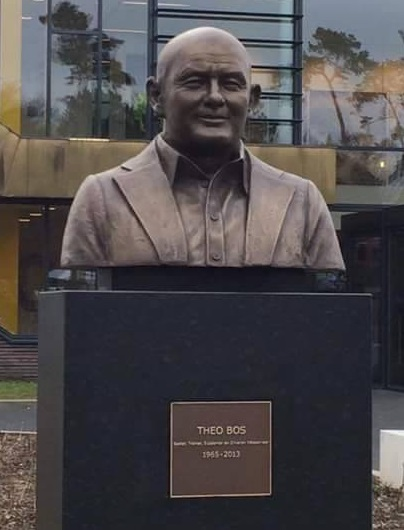
Theo Bos
(5 oktober 1965 – 28 februari 2013)

Op 1 maart 2013 werden in De Gelderlander diverse pagina's met overlijdensadvertenties gewijd aan Bos. Ook de Nederlandse voetbalwereld stond stil bij het overlijden. Onder meer oud-voetballers en coaches:

Verdrietig om te horen dat voetbalcollega Mister Vitesse gisteren veel te jong is overleden. Prachtige clubman.

Zeljko Petrovic: 

Ik ken niemand die iets verkeerd over hem heeft gezegd. Een beter mens dan Theo ben ik niet tegengekomen.

Aad de Mos: 

We verliezen een van de fijnste collega's in ons land.

## Bijzonderheden

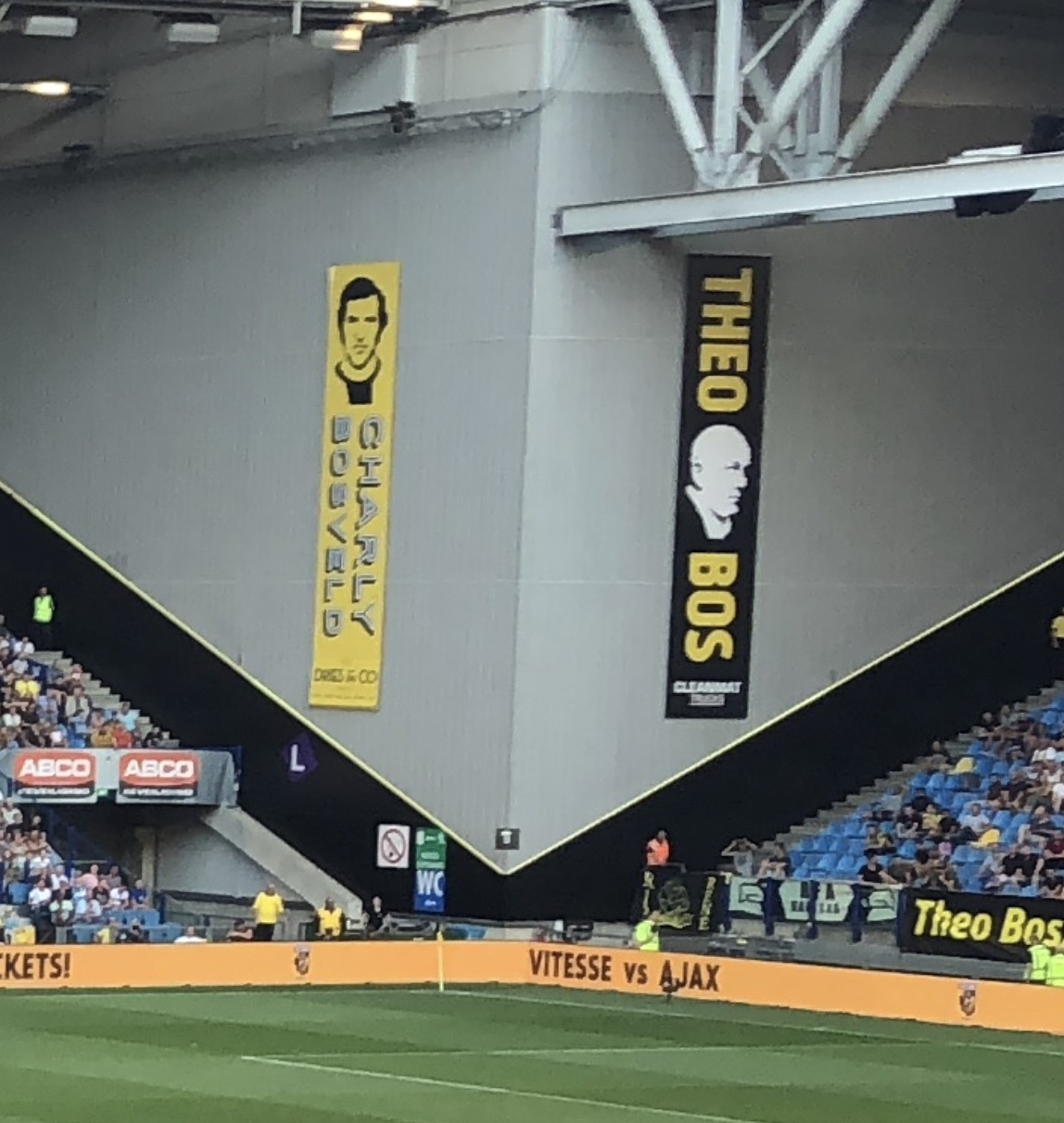
Theo Bos-tribune (zuid)

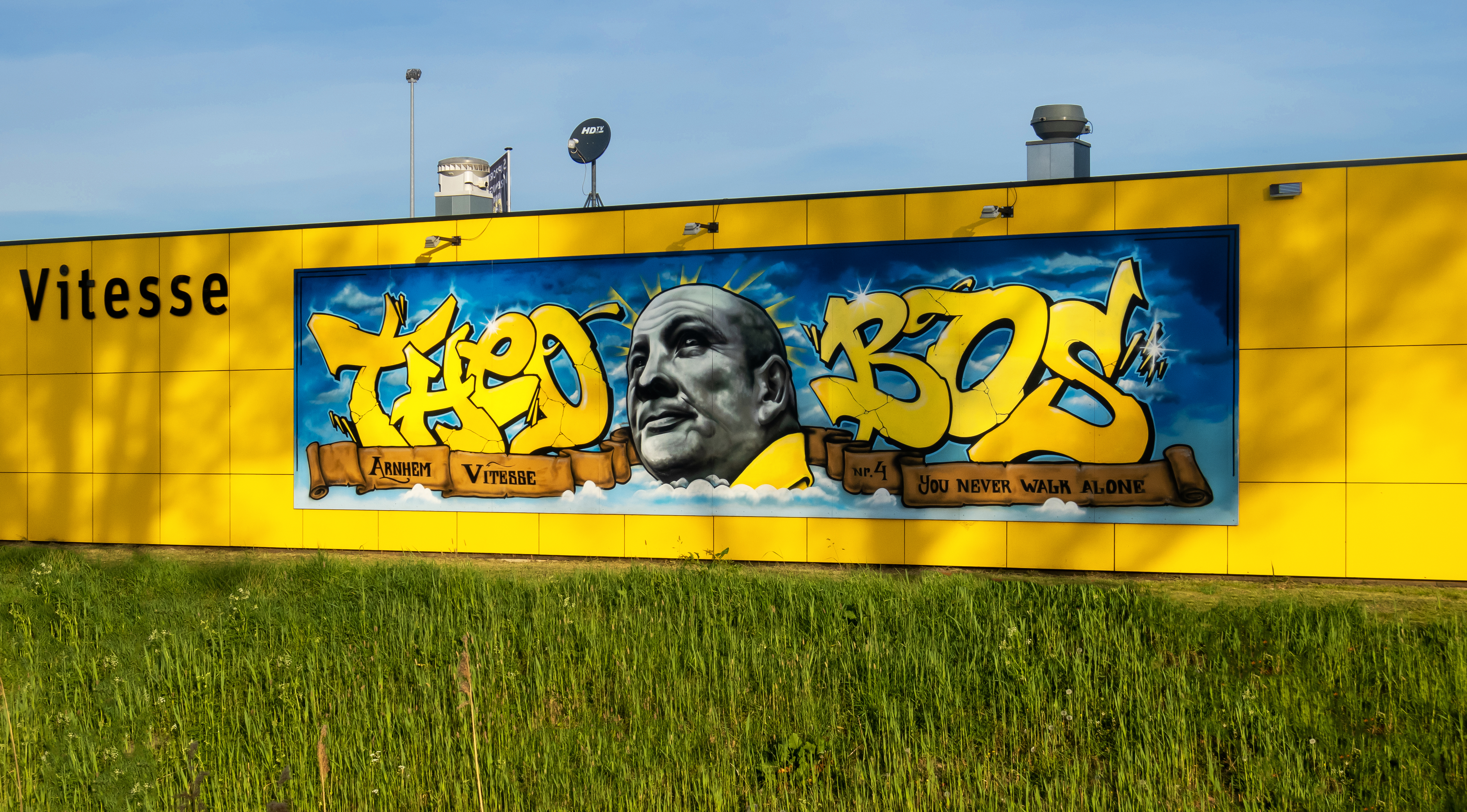
Theo Bos in graffiti

- In 1999 werd stadion Nieuw-Monnikenhuize gesloopt. De Arnhemse gemeente liet de grond van het stadion bebouwen met huizen. Bos was uiteindelijk een van de nieuwe bewoners die op de voormalige grond van het stadion ging wonen.
- In het seizoen 1989/1990 werd hij door de supporters verkozen tot Vitesse-speler van het jaar.
- Vitesse heeft op 26 juli 2012 bekendgemaakt de Zuid-tribune (vak van de harde kern van supporters) in GelreDome te vernoemen naar Theo Bos als steun voor hem tijdens zijn ziektebed.[9]
- Marcel van Roosmalen heeft het boek "Het is zoals het is" uitgebracht op verzoek van Theo Bos. Het is geen biografie, maar een met humor geschreven portret van de mens, voetballer en trainer Theo Bos.
- Componist en tekstschrijver Emile Hartkamp heeft na het overlijden een lied geschreven over Bos. Tijdens de herdenking werd het nummer, op de melodie van Ik heb je lief van Paul de Leeuw, gedraaid. Een paar dagen later zong de presentator zelf voor Bos in het programma Langs de Leeuw, het liedje Ik heb je lief. Ook Karin Bloemen bracht een muzikale ode aan Bos tijdens de slotuitzending van de KRO-programma “Ode aan het Leven”.[10]
- Op dinsdag 10 februari 2015 was er een docu over Theo Bos te zien op Fox Sports Eredivisie, genaamd "Theo Bos, gewoon bijzonder". Een portret van de veel te vroeg overleden Mister Vitesse, samengevat in een uur durende documentaire.[11]
- In kenniscentrum Rozet hangt aan de Arnhemse Wall of Fame langs de lange trap naar boven een portret van Bos.[12]
- In 2013 beklom team Alpe d'Huzes Elst 66 keer de Alpe d'Huez om zoveel mogelijk geld binnen te halen voor het KWF. De wielrenners droegen in de laatste klim een Vitesse-shirt met rugnummer 4 als eerbetoon aan Bos. Hij was met een aantal leden van het team bevriend en tot zijn overlijden ambassadeur van de fietsploeg.[13]